# Jakara Anthony
Jakara Anthony OAM (* 8. Juli 1998 in Cairns) ist eine australische Freestyle-Skierin. Sie startet in den Buckelpisten-Disziplinen Moguls und Dual Moguls.

## Werdegang
Anthony hatte im Januar 2015 in Deer Valley ihr Debüt im Weltcup, das sie auf dem 33. Platz im Moguls-Wettbewerb beendete. Bei den Weltmeisterschaften 2017 in der Sierra Nevada errang sie den 16. Platz im Dual Moguls und den 12. Platz im Moguls. Im Februar 2017 erreichte sie in Tazawako mit dem neunten Platz im Moguls ihre erste Top-Zehn-Platzierung im Weltcup. Bei den Olympischen Winterspielen 2018 in Pyeongchang wurde sie Vierte im Moguls-Wettbewerb. Zu Beginn der Saison 2018/19 kam sie in Thaiwoo mit dem zweiten Platz im Moguls erstmals aufs Podest. Im weiteren Saisonverlauf belegte sie in Mont-Tremblant erneut den zweiten Platz und holte zudem in Lake Placid ihren ersten Weltcupsieg. Bei den Weltmeisterschaften 2019 in Park City gewann sie die Moguls-Silbermedaille. In Tazawako wurde sie Dritte im Dual Moguls und Zweite im Moguls und errang damit den sechsten Platz im Gesamtweltcup und den dritten Rang im Moguls-Weltcup. In der folgenden Saison erreichte sie mit einem dritten Platz und drei zweiten Plätzen den siebten Platz im Gesamtweltcup und den zweiten Rang im Moguls-Weltcup.
Seit 2012 startet sie ebenfalls im Australian New Zealand Cup. Dabei erreichte sie bisher sieben Podestplätze, davon vier Siege und gewann 2018 die Moguls-Disziplinenwertung.
In der Saison 2021/22 gewann Anthony mit drei Weltcup-Siegen erstmals die Moguls-Gesamtwertung. Ein Jahr später kam sie bei den Weltmeisterschaften in Bakuriani nicht über Rang 17 hinaus. Im darauffolgenden Winter gelangen ihr als erster Weltcup-Athletin zwölf Saisonsiege auf der Buckelpiste. Die bisherige Rekordhalterin Hannah Kearney hatte 2011/12 elfmal gewonnen.
Für ihre Verdienste um den Sport als Goldmedaillengewinnerin bei den Olympischen Winterspielen 2022 in Peking wurde sie 2022 mit der Medaille des Order of Australia ausgezeichnet.

## Erfolge

### Olympische Spiele
- 2018 Pyeongchang: 4. Moguls

### Weltmeisterschaften
- 2017 Sierra Nevada: 12. Moguls, 16. Dual Moguls
- Park City 2019: 2. Moguls, 7. Dual Moguls

### Weltcupwertungen
| Saison  | Gesamt | Gesamt | Moguls | Moguls |
| Saison  | Platz  | Punkte | Platz  | Punkte |
| ------- | ------ | ------ | ------ | ------ |
| 2015/16 | 184.   | 1,13   | 41.    | 9      |
| 2016/17 | 95.    | 11,64  | 22.    | 128    |
| 2017/18 | 95.    | 14,20  | 17.    | 142    |
| 2018/19 | 6.     | 60,56  | 3.     | 545    |
| 2019/20 | 7.     | 56,40  | 2.     | 564    |
| 2020/21 | –      | –      | 10.    | 154    |
| 2021/22 | –      | –      | 1.     | 925    |
| 2022/23 | –      | –      | 2.     | 709    |

### Weltcupsiege
Anthony errang im Weltcup bisher 39 Podestplätze, davon 20 Siege:
| Datum             | Ort                  | Land       | Disziplin   |
| ----------------- | -------------------- | ---------- | ----------- |
| 18. Januar 2019   | Lake Placid          | USA        | Moguls      |
| 17. Dezember 2021 | Alpe d’Huez          | Frankreich | Moguls      |
| 18. Dezember 2021 | Alpe d’Huez          | Frankreich | Dual Moguls |
| 12. März 2022     | Chiesa in Valmalenco | Italien    | Dual Moguls |
| 3. Dezember 2022  | Ruka                 | Finnland   | Moguls      |
| 10. Dezember 2022 | Idre Fjäll           | Schweden   | Moguls      |
| 16. Dezember 2022 | Alpe d’Huez          | Frankreich | Moguls      |
| 2. Februar 2023   | Deer Valley          | USA        | Moguls      |
| 2. Dezember 2023  | Ruka                 | Finnland   | Moguls      |
| 8. Dezember 2023  | Idre Fjäll           | Schweden   | Moguls      |
| 15. Dezember 2023 | Alpe d’Huez          | Frankreich | Moguls      |
| 16. Dezember 2023 | Alpe d’Huez          | Frankreich | Dual Moguls |
| 22. Dezember 2023 | Bakuriani            | Georgien   | Moguls      |
| 23. Dezember 2023 | Bakuriani            | Georgien   | Dual Moguls |
| 19. Januar 2024   | Val St. Come         | Kanada     | Moguls      |
| 20. Januar 2024   | Val St. Come         | Kanada     | Dual Moguls |
| 26. Januar 2024   | Waterville Valley    | USA        | Moguls      |
| 27. Januar 2024   | Waterville Valley    | USA        | Dual Moguls |
| 3. Februar 2024   | Deer Valley          | USA        | Dual Moguls |
| 8. März 2024      | Almaty               | Kasachstan | Moguls      |

### Australian New Zealand Cup
- 2017: 2. Platz Moguls-Disziplinenwertung
- 2018: 1. Platz Moguls-Disziplinenwertung, 2. Platz Gesamtwertung
- 2019: 2. Platz Moguls-Disziplinenwertung
- 7 Podestplätze, davon 4 Siege